# Hope (Kansas)
Hope è una città degli Stati Uniti d'America della contea di Dickinson nello Stato del Kansas.